# Arthur Hoffmann (politiker)
Arthur Hoffmann, född den 19 juni 1857 i Sankt Gallen, död där den 23 juli 1927, var en schweizisk politiker.
Hoffmann var till 1911 advokat i Sankt Gallen, spelade där en framträdande roll som frisinnat demokratisk parlamentariker och invaldes 1911 i förbundsrådet, där han 1914 övertog ledningen av utrikesärendena; samma år var han förbundspresident. Under de första åren av första världskriget var Hoffmann den faktiskt ledande inom förbundsrådet och fick som sådan från ententens anhängare uppbära förebråelser för eftergivenhet mot centralmakterna. Hoffmann nödgades 18 juni 1917 avgå ur förbundsrådet, sedan det blivit känt, att han på egen hand givit den schweiziske socialisten Grimm regeringens stöd vid dennes försök att i Sankt Petersburg bana väg för tysk-ryska fredsunderhandlingar.